# Кренвирш
Кренвирш (на немски: Wiener Würstchen, Wiener, Wienerli, Krenwürstchen, Frankfurter Würstl; на английски: Vienna Sausage) е вид наденица (Wurst), традиционно произведена от фино смляно свинско или телешко месо, напълнено в естествено овче черво и подложено на леко опушване.
Думата Wiener означава виенски на немски. В Австрия терминът Wiener не е често срещан, затова вместо него се използва Frankfurter Würstl. Българското наименование на продукта произлиза от австрийската дума за „хрян“ – Kren и -wurst (с южногерманско/австрийско произношение). Думата е заета от австрийски немски – Krenwürstchen.
Продуктите, приготвянето, размерът и вкусът могат значително да се различават в зависимост от производителя и региона.
С кренвирш се прави една от най-популярните закуски в света – хотдог, при който в разрязана питка хляб се поставя сварен кренвирш, салати, майонеза, горчица и кетчуп.